# Melodinus tiebaghiensis
Melodinus tiebaghiensis är en oleanderväxtart som beskrevs av P. Boiteau. Melodinus tiebaghiensis ingår i släktet Melodinus och familjen oleanderväxter. Inga underarter finns listade i Catalogue of Life.